# 8 Man
8 Man или Eightman (яп. 8マン Эйтоман) — японская манга, публиковавшаяся в Weekly Shōnen Magazine с 1963 по 1966 год. Аниме-сериал, выпущенный Eiken совместно с TCJ Animation Center, демонстрировался в телесети Tokyo Broadcasting System с 17 ноября 1963 года по 31 декабря 1964 года. Было показано 56 серий + дополнительня серия «Прощай, Эйтмен!». Помимо этого в 1992 году вышла фильм-экранизация под названием 8 Man: For All Lonely Nights (яп. 8マン・すべての寂しい夜のために Eitoman: Subete no Sabishī Yoru no Tame ni), режиссёром которой стал Ясухиро Хориути.
В центре сюжета представлен Ейтмэн — вымышленный супергерой, созданный в 1963 году писателем-фантастом Кадзумасой Хираи и художником Дзиро Куватой. Он считает первым японским супергероем-киборгом и, возможно, прообразом Робокопа.

## Сюжет
Детектив Ёкода был убит преступниками, а его тело запросил в свою лабораторию профессор Тани. На нём ставится эксперимент, до этого уже 7 раз провалившийся. Впервые эксперимент оборачивается успехом и жизненная энергия Ёкоды «переселяется» в тело андроида Эйтмена. Кроме сверхскорости и силы, у него появилась возможность трансморфироваться в других людей. Он решает взять себе другое имя — Хатиро Адзума и начинает ловить преступников. Чтобы восстанавливать силы, ему необходимо курить «энергетические» сигареты.
В различных версиях произведения его предыстория может сильно различаться. Например, смена имени фигурирует только в игровом фильме, гибель Адзумы-человека произошла по разным причинам: сбит машиной (манга) или расстрелян преступниками (аниме).

## Манга
Манга представляла собой серию независимых историй, выходивших раз в неделю в Shukuu Shōnen Magazine на 16 страницах, что означало 15 страниц собственно истории и одна титульная. Многие из этих историй были отредактированы и адаптированы для аниме-сериала, но не все. 10 дополнительных историй были представлены в специальных праздничных или сезонных выпусках журнала. Их длина составляла 30-40 страниц.

## Локализация
В 1965 году показ аниме шёл в Америке. 56 серий были преобразованы в 52, а герои переименованы:
- Ёкота/Адзума/Эйтмен — специальный агент Питер Бредли/Тобор (анаграмма «робот»)/8-й человек (8th Man)
- Тани — профессор Гениус
- шеф Танака — шеф Фамблтамбс
- Сатико — Дженни Хардсвит
- Итиро — Скип

Английский текст к заставке был написан Уинстоном Шарплесом. Помимо этого сам сюжет был упрощён и переработан, для охвата более широкой аудитории от детей до подростков, а его действие происходит не в Японии, а в США. При этом у сериала начались проблемы с показом на телевидении связи с введением закона в США, запрещающего рекламировать сигарные изделия с помощью вымышленных персонажей.

## Восприятие
Манга оказала значительное влияние на жанр научной фантастики, так как впервые тут была введена концепция дружелюбного разумного робота, помогающего человечеству, в частности произведение оказало значительное влияние на сюжет будущих и известных произведений, таких, как Cyborg 009 и Робокоп и стал прообразом для героя из американского телесериала Человек за шесть миллионов долларов. Издание Anime Encyclopedia пишет, что к сожалению при создании американской версии аниме — Tobor the Eighth Man, сюжет был грубо упрощён, а его персонажи потеряли шарм, присущий аниме-оригиналу. При этом западному зрителю Эйтмен известен прежде всего из западной адаптации.
Персонаж Eightman вошёл в список канонических аниме-персонажей по версии издательства Mania Entertainment. Томас Зот, редактор журнала отметил, что персонаж стал прообразом для последующих героев-киборгов в других фантастических произведениях на следующие десятилетия.
Крис Шепард, рецензент сайта Anime News Network в своём обзоре OVA-адаптации 8 Man After отметил, что сам оригинал представляет собой одно из многих типичных сырных аниме-шоу 90-х и 70-х годов с простыми сюжетными линиями и разнообразными злодеями. Адаптация выглядит же гораздо мрачнее, серьёзнее и выдержана в стиле киберпанк. При начале просмотра аниме, оно выглядит очень многообещающим, а персонажи быстро интригуют, но в конце концов зритель видит посредственное развитие сюжета. При этом критику пришлась по душе анимация, максимально выдержанная в старом стиле вплоть до частоты изменения кадров. Критик рекомендует к просмотру OVA тем, кто знаком с оригинальным сериалом, так как другим он просто покажется скучным и непонятным.